# Скуратов, Михаил Маркелович
Михаи́л Марке́лович Скура́тов (5 [18] ноября 1903, село Уян, Иркутская губерния — 2 декабря 1989, Москва) — русский советский поэт. Член Союза писателей СССР.

## Биография
Отец работал кондуктором на Забайкальской железной дороге, а также писарем. Учиться начал в Иркутске. После двух лет учёбы в Горном училище, которое не закончил, работал в шахтах, чернорабочим, сплавщиком, конторщиком.
В 1922 поступил в Иркутский государственный университет, одновременно работал в губернской газете и участвовал в литературной жизни Иркутска.
Творческий путь начался в Иркутске. Первые стихи были опубликованы в газете «Красный стрелок» в 1921 году. Печатался в журналах «Красные зори», «Сибирские огни». Участвовал в первом собрании группы «Памир». Первая книга «Сибирская родословная» вышла в 1937 году.
В 1924 приехал в Москву, поступил Литературный институт имени В. Я. Брюсова, куда его принимал сам Брюсов (всего лишь за месяц до своей кончины). Через год, в связи с закрытием института, был переведён на литературное отделение этнологического факультета МГУ, которое окончил в 1928 году.
Скончался в 1989 году в Москве. Прах захоронен в колумбарии на Донском кладбище.